# Nogna
Nogna és un municipi francès situat al departament del Jura i a la regió de Borgonya - Franc Comtat. L'any 2007 tenia 227 habitants.

## Demografia

### Població
El 2007 la població de fet de Nogna era de 227 persones. Hi havia 91 famílies de les quals 22 eren unipersonals (11 homes vivint sols i 11 dones vivint soles), 23 parelles sense fills, 31 parelles amb fills i 15 famílies monoparentals amb fills.
La població ha evolucionat segons el següent gràfic:
Habitants censats

### Habitatges
El 2007 hi havia 109 habitatges, 92 eren l'habitatge principal de la família, 11 eren segones residències i 6 estaven desocupats. 85 eren cases i 22 eren apartaments. Dels 92 habitatges principals, 63 estaven ocupats pels seus propietaris, 27 estaven llogats i ocupats pels llogaters i 2 estaven cedits a títol gratuït; 5 tenien dues cambres, 14 en tenien tres, 30 en tenien quatre i 43 en tenien cinc o més. 78 habitatges disposaven pel capbaix d'una plaça de pàrquing. A 42 habitatges hi havia un automòbil i a 45 n'hi havia dos o més.

### Piràmide de població
La piràmide de població per edats i sexe el 2009 era:
| Homes | Edats   | Dones |
| ----- | ------- | ----- |
| 0     | 95 o +  | 0     |
| 0     | 90 a 94 | 0     |
| 0     | 85 a 89 | 0     |
| 4     | 80 a 84 | 0     |
| 0     | 75 a 79 | 4     |
| 4     | 70 a 74 | 0     |
| 4     | 65 a 69 | 4     |
| 4     | 60 a 64 | 4     |
| 8     | 55 a 59 | 16    |
| 16    | 50 a 54 | 16    |
| 12    | 45 a 49 | 8     |
| 12    | 40 a 44 | 8     |
| 8     | 35 a 39 | 8     |
| 8     | 30 a 34 | 0     |
| 8     | 25 a 29 | 12    |
| 4     | 20 a 24 | 4     |
| 8     | 15 a 19 | 16    |
| 4     | 10 a 14 | 4     |
| 0     | 5 a 9   | 0     |
| 4     | 0 a 4   | 0     |

## Economia
El 2007 la població en edat de treballar era de 151 persones, 121 eren actives i 30 eren inactives. De les 121 persones actives 111 estaven ocupades (61 homes i 50 dones) i 11 estaven aturades (1 home i 10 dones). De les 30 persones inactives 13 estaven jubilades, 10 estaven estudiant i 7 estaven classificades com a «altres inactius».

### Ingressos
El 2009 a Nogna hi havia 94 unitats fiscals que integraven 234,5 persones, la mediana anual d'ingressos fiscals per persona era de 17.669 €.

### Activitats econòmiques
Dels 6  establiments que hi havia el 2007, 1 era d'una empresa extractiva, 1 d'una empresa de comerç i reparació d'automòbils, 1 d'una empresa immobiliària, 1 d'una empresa de serveis i 2 d'empreses classificades com a «altres activitats de serveis».
L'any 2000 a Nogna hi havia 11 explotacions agrícoles que ocupaven un total de 824 hectàrees.

## Poblacions més properes
El següent diagrama mostra les poblacions més properes.